# Javier Pérez de Cuéllar
Javier Pérez de Cuéllar (født 19. januar 1920, død 4. marts 2020) var den femte FN-generalsekretær fra januar 1982 til december 1991. I 1995 stillede han uden held op mod Alberto Fujimori som præsidentkandidat i Peru. Den tidligere advokat og diplomat tilbragte resten af livet på pension.
1. ↑  Navnet er anført på engelsk og stammer fra Wikidata hvor navnet endnu ikke findes på dansk.